# خانه محمود ملانوری
خانه محمود ملانوری مربوط به دوره قاجار است و در شهرستان صدوق، روستای شمسی، کوچه حسینیه کوچک واقع شده و این اثر در تاریخ ۵ تیر ۱۳۸۴ با شمارهٔ ثبت ۱۱۹۷۱ به‌عنوان یکی از آثار ملی ایران به ثبت رسیده است.